# Pont Aval
Der Pont Aval ist eine Straßenbrücke über die Seine im Südwesten von Paris. Sie führt den Boulevard périphérique über den Fluss und verbindet das 16. Arrondissement mit dem 15. Arrondissement. Neben der Seine überbrückt sie auch den Quai Saint-Exupéry am Nordufer und den Quai d’Issy-les-Moulineaux am Südufer.
Wie ihr Name besagt, ist der Pont Aval die letzte Seine-Brücke im administrativen Stadtgebiet von Paris. Der nachfolgende Pont d’Issy gehört bereits zum Gebiet der Gemeinden Boulogne-Billancourt und Issy-les-Moulineaux. Der Name ist allgemein gebräuchlich, aber kein offizieller Name.
Die 312,50 m lange und 34,6 m breite Brücke hat je vier Fahrspuren auf den beiden Richtungsfahrbahnen, die durch einen 3 m breiten Mittelstreifen und Betongleitwände getrennt sind, aber keine Pannenstreifen und keine Geh- oder Radwege haben. An den Außenseiten befinden sich lediglich schmale Dienstwege für das Wartungspersonal.
Sie besteht aus zwei separaten, dicht nebeneinander gebauten Spannbetonbrücken mit vier Öffnungen und Pfeilerachsabständen von 71,50 + 81,50 + 92,0 + 67,50 m. Jedes Brückenbauwerk hat zwei parallele, rechteckige, einzellige Hohlkästen mit gleichbleibender Bauhöhe, die aber über den Pfeilern linear zunimmt.
Die Brücken wurden zwischen 1964 und 1968 (nördliches Bauwerk) und 1967 und 1969 (südliches Bauwerk) von Campenon Bernard im Freivorbau mit Hilfe eines Vorbaugerüsts aus vorgefertigten Segmenten erstellt.